# Synalpheus kusaiensis
Synalpheus kusaiensis is een garnalensoort uit de familie van de Alpheidae. De wetenschappelijke naam van de soort is voor het eerst geldig gepubliceerd in 1940 door Kubo.